# Asilaris praelatus
Asilaris praelatus là một loài bọ cánh cứng trong họ Cerambycidae.